# آرتور توماس مایرز
 آرتور توماس مایرز (انگلیسی: Arthur Thomas Myers؛ زاده ۱۶ آوریل ۱۸۵۱ درگذشته ۱۰ ژانویهٔ ۱۸۹۴) یک تنیس‌باز اهل بریتانیا بود.